# Candelaria de la Frontera
Candelaria de la Frontera é um município do departamento de Santa Ana, em El Salvador. Situa-se a 87 km da capital nacional, San Salvador.
O município possui uma área de 91.13 km², com uma população de 25 294 habitantes, segundo o censo de 2007. Candelaria de la Frontera foi fundada em 1882, obtendo o título de vila em dezembro de 1952 e de município em 2008.

## Transporte
O município de Candelaria de la Frontera é servido pela seguinte rodovia:
- SAN-27, que liga a cidade ao município de Chalchuapa
- SAN-18, que liga a cidade ao município de San Antonio Pajonal
- SAN-09, que liga a cidade de El Porvenir ao município de Texistepeque
- CA-01, que liga o distrito (e a Fronteira El Salvador-Guatemala, na cidade de Atescatempa - CA-01) à cidade de San Salvador (Departamento de San Salvador)
- SAN-17, SAN-30, que ligam vários cantões do município [1]